# Tallaght Stadium
Tallaght Stadium (irl. Staid Thamhlachta) – stadion piłkarski położony na południowo-zachodnich przedmieściach Dublina, w Tallaght, na którym swoje mecze rozgrywa zespół Shamrock Rovers. Ma 6000 miejsc siedzących na trybunach. 

## Historia
Budowę stadionu rozpoczęto w 2000. Pierwszy mecz rozegrano na nim w marcu 2009 przy udziale 3000 widzów. W sierpniu 2009 otwarto wschodnią trybunę, dzięki czemu zwiększono pojemność stadionu do 6000 miejsc. Wykorzystując tymczasową, południową trybunę, zwiększono pojemność do 8500 miejsc. Właścicielem stadionu są władze lokalne w południowym Dublinie, a najemcą klub Shamrock Rovers FC.
W 2009 na Tallaght Stadium odbyło się spotkanie młodzieżowych reprezentacji Irlandii i Gruzji, a także finał Pucharu Irlandii, w którym wystąpiły zespoły Sligo Rovers oraz Sporting Fingal; mecz obejrzało 8015 widzów.